# Joe Hart

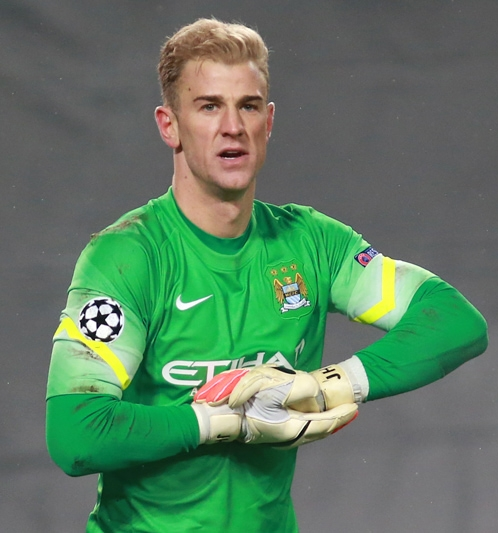
Joe Hart jucand pentru Manchester City

Joe Hart (n. 19 aprilie 1987) este un fotbalist britanic liber de contract, care joacă pe post de portar. Pe plan internațional, are prezențe la națională pentru Anglia U19⁠(d) și Anglia U-21⁠(d).

## Titluri

### Cu echipa
Blackpool
- League One Play-Offs (1): 2006–07

Manchester City
- Premier League (2): 2011–2012, 2014–2015
- FA Cup (1): 2010–11